# Jean Simon
Pour les articles homonymes, voir Simon et Jean Simon (homonymie).
Ne pas confondre avec Jean-Salomon Simon, autre Compagnon de la Libération.
Jean Simon, né le 30 avril 1912 à Brest et mort le 28 septembre 2003 à Cherbourg-Octeville, est un général d'armée de l'armée de Terre française, compagnon de la Libération, grand-croix de la Légion d'honneur et médaillé militaire.
Il s'illustre au cours de la Seconde Guerre mondiale, combat avec la France libre et devient compagnon de la Libération. Il est plus tard général d'armée, chancelier de l'ordre de la Libération, et préside divers organismes.

## Carrière
Après des études au Prytanée national militaire, il entre à l'École spéciale militaire en 1933, d'où il sort sous-lieutenant en 1935 affecté au Régiment d'infanterie coloniale du Maroc (RICM) à Aix-en-Provence.
Affecté en août 1936 au 1er régiment de tirailleurs sénégalais (1er RTS) à Saint-Louis (Sénégal), et désirant vivement servir en région saharienne, il suit le cours des affaires politiques et musulmanes de Mauritanie. À l'issue de cette formation, il présente un travail important sur les nomades Regueibat qui nomadisent en fonction des pâturages sur les confins algéro-marocains, le Rio del Oro et la Mauritanie.
En 1937, il est affecté en Mauritanie où il prend le commandement de la subdivision de Tichitt aux confins de la Mauritanie et du Soudan. Il exerce ainsi des fonctions politiques et administratives dans un territoire désertique où vivent et circulent dix-huit mille nomades. La même année, il est promu lieutenant.
Mobilisé en 1939, il est lieutenant au 42e bataillon de tirailleurs malgaches. Le 17 juin 1940, alors stationné dans l'Allier avec le sous-lieutenant Pierre Messmer, ils entendent à la radio la demande d'armistice du maréchal Pétain. Affectés dans l'après-midi à Pau, ils obtiennent la permission de rejoindre par leurs propres moyens leur nouvelle affectation en empruntant une vieille moto. Les deux hommes refusant immédiatement la défaite traversent le Massif central, pour éviter les colonnes allemandes. Leur véhicule tombant en panne, ils font du stop jusqu'à Tarascon avant de prendre le train à Beaucaire pour Marseille où ils arrivent le 18 juin 1940 au soir. Le 20 juin, Jean Simon rencontre le capitaine au long cours Humbert Vuillemin, commandant du navire italien Capo Olmo qui cherche des hommes sûrs pour l'aider à détourner le navire vers l'Angleterre. Ayant appris en lisant Le Petit Provençal, l'appel du 18 juin lancé par le général de Gaulle, les deux officiers embarquent avec quelques autres clandestins. Le soir du 23 juin, au sein d'un convoi, le bateau simule une avarie de machine et se détourne vers l'ouest. Le lendemain matin, l'équipage est informé de la décision du commandant.
Le Capo Olmo arrive à Gibraltar le 27 juin, puis rejoint Liverpool le 16 juillet. La cargaison du navire, qui se compose de 481 tonnes de matériel de guerre divers, en particulier 12 Glenn Martin en caisses, des camions et tracteurs d'aviation, sera vendue aux Anglais permettant à la France libre de subsister pendant les trois premiers mois.
Simon et Messmer intègrent la 13e DBLE. Jean Simon qui commande désormais la 3e compagnie combat avec son camarade en Érythrée.
En avril 1941, il est fait Compagnon de la Libération par le Général De Gaulle à Qastina en Palestine.  
Il participe ensuite à la campagne de Syrie où il est blessé à l'œil droit qu'il perd. Le 25 juin 1941, il est promu capitaine puis combat à la bataille de Bir Hakeim et à la bataille d'El-Alamein.
Toujours avec la 13e DBLE, Simon participe à la campagne de Tunisie en 1943, puis en juillet 1943, à la campagne d'Italie où il est promu chef de bataillon.
Il sert ensuite au quartier général de la 1re Division Française libre puis au cabinet militaire du général de Gaulle. Le 24 mars 1947, il est promu lieutenant-colonel et prend le commandement du 3e Régiment Etranger d'Infanterie en Indochine. En 1949, il est affecté à la 9e compagnie de passage de la Légion étrangère de Saïgon.
À son retour en France, il sert à la Section Technique de l'Armée de Terre puis étudie à l'école supérieure de guerre. Le 1er juillet 1952, il est promu colonel et affecté à l'État-major des armées. En 1956, il sert à l'état-major particulier du ministère de la défense. 
En 1957, il est attaché militaire à l'ambassade de France à Londres. Le 1er juillet 1960, il est nommé général de brigade, adjoint au général commandant la région territoriale et le corps d'armée d'Alger.
En 1961, il prend le commandement de la 27e Division d'Infanterie de Montagne et la zone est-algérois. En 1962, il prend le commandement de la 29e Division d'Infanterie et la zone centre-oranais ainsi que l'École spéciale militaire et l'École militaire interarmes.
Le 1er avril 1964, il est promu général de corps d'armée et gouverneur militaire de Lyon et commandant de la Ve Région militaire, de 1967 à 1969, commandant du Premier corps d'armée.
En 1968, il est membre du Conseil supérieur de l'Armée de terre, puis inspecteur général de l'Armée de terre en 1969. Le 1er avril, il est promu au rang de général d'armée.
En 1972, il est administrateur de la Croix-Rouge française. 
Le 30 avril 1973, il fait valoir ses droits à la retraite. Il est secrétaire général de la défense et de la sécurité nationale de 1973 à 1977.
Membre du Conseil de l'Ordre de la Libération depuis juin 1969, il est choisi par ses pairs comme chancelier de l'ordre de la Libération en septembre 1978 pour 4 ans et réélu en 1982, 1986, 1990, 1994 et 1998. Il est également président de l'Association des Français libres de 1978 à 2000, puis, après la sublimation de l'association, président de la Fondation de la France libre de 2000 à 2001. Il est également président de l’Institut Charles-de-Gaulle de 1995 à 1997. Alain de Boissieu lui a succédé comme chancelier de l'ordre de la Libération, Pierre Messmer comme président de la Fondation de la France libre.
Le général Jean Simon, héros de la France libre, compagnon de la Libération, grand-croix de la Légion d'honneur, est le dernier officier général à avoir reçu la Médaille militaire en tant que tel, par décret du 16 octobre 2002.
Il est inhumé à Querqueville.

## Hommages
- La 190e promotion de l'École spéciale militaire de Saint-Cyr, la promotion « Général Simon » (2003-2006), porte son nom.
- Le boulevard du Général-d'Armée-Jean-Simon, à Paris, a été baptisé en son honneur.
- L’école primaire publique Général Jean Simon a été inaugurée à la rentrée de septembre 2021, elle se situe sur le boulevard du Général d’armée Jean Simon
- La promenade du Général Jean Simon, à Nouméa, a été baptisée en son honneur.
- L’allée du Général Simon à Querqueville inaugurée le 21 mai 2013 à l’occasion des 10 ans de sa disparition.

## Décorations
- Médaille militaire (16 octobre 2002)[6]

(Nota : la médaille militaire se porte avant la LH pour les officiers généraux ayant commandé au front, attention selon La Grande Chancellerie aucun texte officiel n'existe et il s'agit d'une simple habitude)
- Grand-croix de la Légion d'honneur (4 juillet 1973)
- Compagnon de la Libération par décret du 23 juin 1941 et membre du conseil de l'ordre de la Libération[7]
- Croix de guerre 1939–1945 (9 citations)
- Croix de guerre des Théâtres d'opérations extérieurs (2 citations)
- Croix de la Valeur militaire (2 citations)
- Médaille de la Résistance française par décret du 31 mars 1947[8]
- Commandeur de l'ordre des Palmes académiques (1970)[9]
- Croix du combattant volontaire de la Résistance
- Croix du combattant
- Médaille coloniale avec agrafes "Erythrée", "Libye", "Bir-Hakeim", "Afrique Française Libre", "Extrême-Orient"
- Insigne des blessés militaires
- Médaille commémorative des services volontaires dans la France libre
- Médaille commémorative de la campagne d'Italie (1943–1944)
- Médaille commémorative de la campagne d'Indochine
- Médaille commémorative française des opérations du Moyen-Orient
- Médaille commémorative des opérations de sécurité et de maintien de l'ordre avec agrafe "Algérie"
- Médaille de la jeunesse, des sports et de l'engagement associatif, or
- Ordre du Service distingué (GB)
- Croix militaire, Mention in a Despatch (GB)
- Commandeur de l'ordre royal de Victoria
- Bronze Star Medal (USA)
- Commandeur du Nichan Iftikhar (Tunisie)
- Commandeur de l'Étoile noire

### Sources
- Képi blanc
- Division histoire et patrimoine de la Légion étrangère